# 澳大利亞體育場
澳大利亞體育場，現冠名為雅高體育場，是位於澳洲新南威爾士州悉尼奧林匹克公園內的多用途體育場。場館於1999年落成，耗資6億9千萬澳元興建，用作舉辦2000年夏季奧林匹克運動會。場館亦曾舉辦2000年夏季帕拉林匹克運動會及2003年橄欖球世界盃等國際體育盛事。
體育場原本可容納11萬名觀眾，是澳洲最大型的奧運會體育場館。在2003年完成改建後，場館的座位數量有所減少，使之能夠根據需要配置82,000或81,500席座位，目前是澳洲第二大的體育場，僅次於墨爾本板球場。

## 舉辦盛事

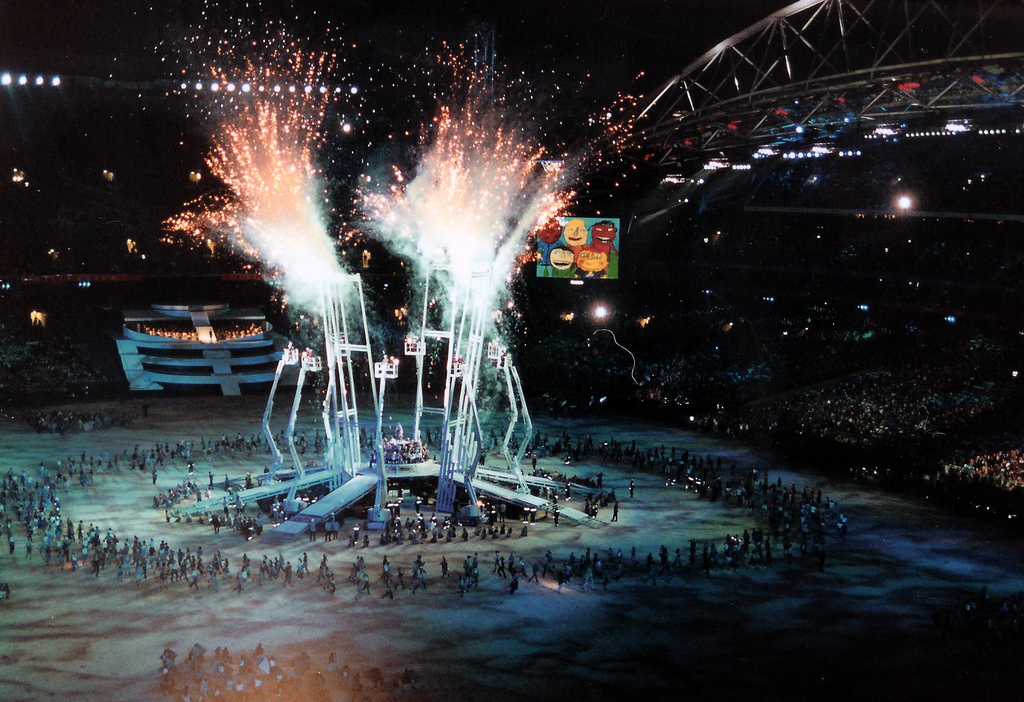
2000年夏季奧林匹克運動會在澳大利亞體育場舉行開幕典禮

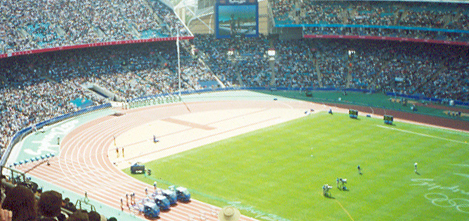
2000年夏季奧林匹克運動會期間，澳大利亞體育場作為田徑及足球的主場館

1999年3月，流行樂團比吉斯以澳大利亞體育場作為「只此一夜」（One Night Only）世界巡迴音樂會的終站，成為場館首個音樂表演節目，亦是樂團成員莫里斯·吉布在2003年逝世前最後一次世界巡迴音樂會，吸引近10萬5千名觀眾入場。場館的首個辨運動賽事則是1999年3月6日舉行的澳洲國家欖球聯賽揭幕戰，兩場分別是Newcastle對Manly；Parramatta對St George，入場觀眾達104583人。
1999年6月，澳洲國家足球隊對國際足協明星隊在澳大利亞體育場進行友誼賽，慶祝場館正式開幕。澳洲隊最後不負現場88101名觀眾所望，以3-2勝出。2005年11月16日，澳洲隊更於本場館舉行的2006年世界盃外圍賽 (大洋洲區)附加賽中，反勝烏拉圭，再次躋身世界盃足球賽決賽週，該場賽事吸引共82698名觀眾入場。
2000年的「澳洲－新西蘭欖球挑戰賽」更創下109874名觀眾的入場記錄，成為至今最多現場觀眾入場的欖球賽事。同年9月26日舉行的澳洲國家欖球聯賽決賽，由墨爾本對St George，創下了最多現場觀眾入場的欖球聯賽記錄，共吸引107999名觀眾進場。
2000年夏季奧林匹克運動會舉行期間，2000年9月25日夜間的田徑比賽時段吸引了112524名觀眾入場。而9月25日舉行的男子足球項目賽事，104098名觀眾見證了喀麥隆歷史性擊敗西班牙首次奪金。在此場館舉行的2000年夏季奧林匹克運動會開幕儀式，全場11萬個座位爆滿，而閉幕儀式更有114714人次入場，是此場館接持現場觀眾的最高紀錄。

## 改善工程
2001年10月，耗資8千萬澳元的場館改善工程展開，以滿足板球及澳式足球等運動的場地需要。兩翼看台及徑賽跑道被拆除，以裝置可拆式觀眾席。場館兩邊新建天幕，部分視野不佳的觀眾席則被移走，場館日後可按需要設置83500或81500個觀眾席。工程於2003年10月完成，並成功主辨2003年世界盃欖球賽。

## 冠名贊助

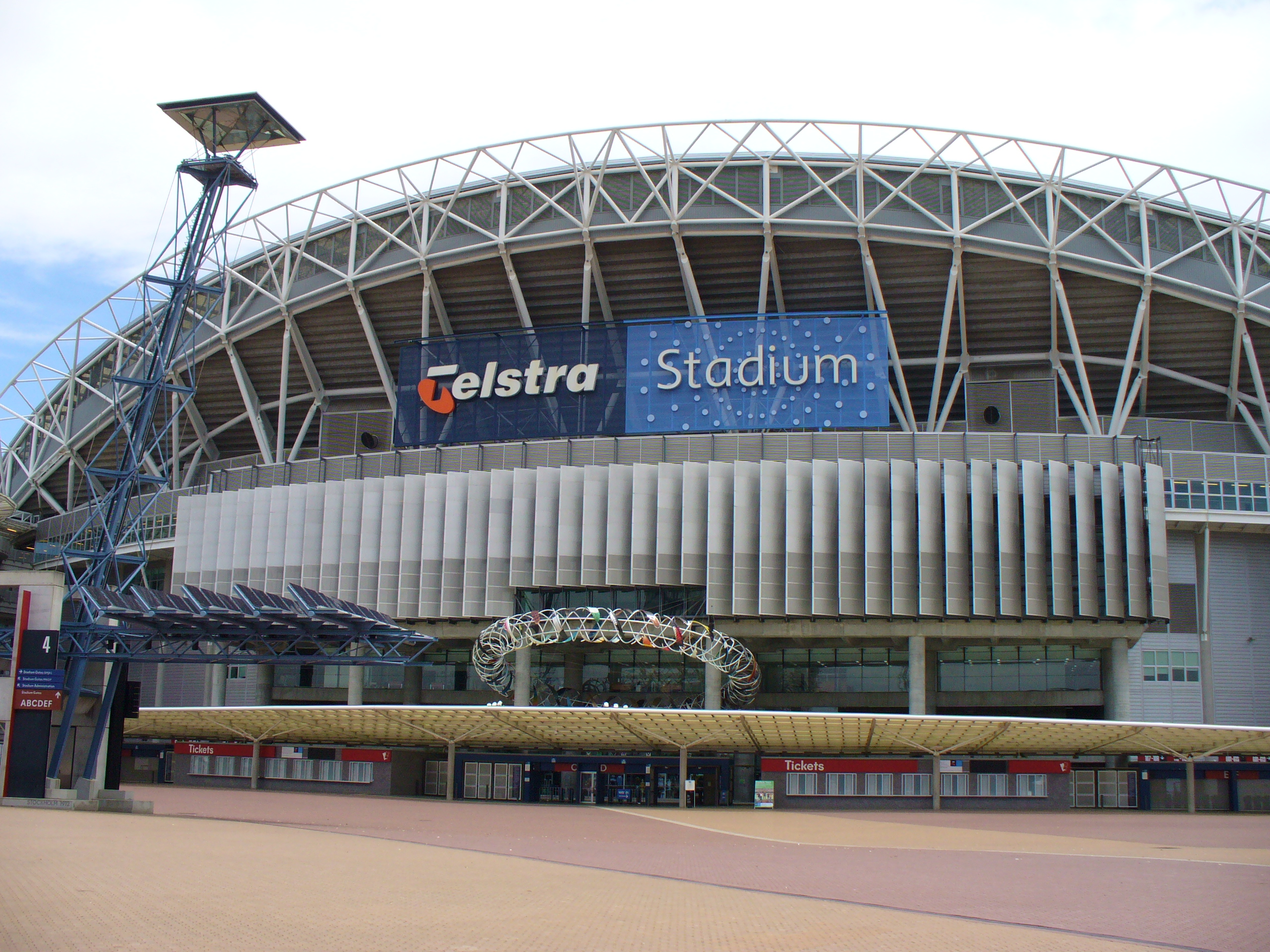
2002年至2007年期間，場館被冠名贊助更名為澳洲電信體育場（Telstra Stadium）

場館運作初期一直找不到商業機構冠名贊助，因此於1999年至2002年間維持澳大利亞體育場的名稱。2002年，澳大利亞電訊投得冠名權，場館更名為澳洲電信體育場（Telstra Stadium）。直到2007年12月12日，營運場館的Stadium Australia Group宣佈與澳盛銀行達成總值約3千2百萬澳元的冠名合約，場館於2008年1月1日起更名為澳紐體育場（ANZ Stadium），為期7年。2014年，澳盛银行与Stadium Australia Group续约，使得冠名得以到2019年终止。
2020年12月，澳盛银行的冠名权结束，场馆于同日更名回澳大利亞體育場。2021年10月，雅高酒店集团与Stadium Australia Group达成冠名合约，场馆于同月开始更名为雅高体育场（Accor Stadium）。

## 固定體育賽事

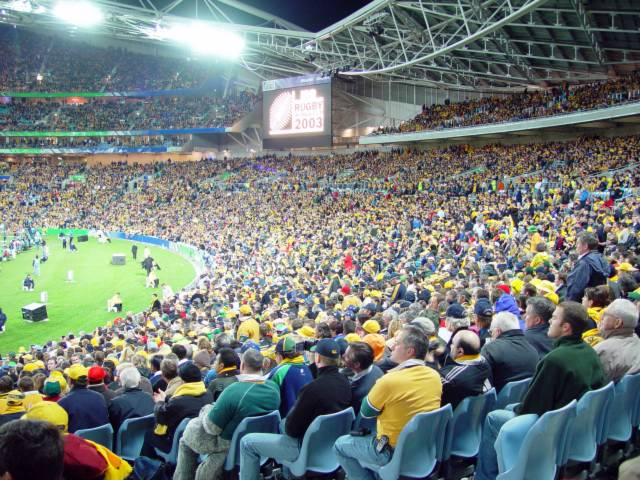
2003年完成改善工程後舉辦2003年世界盃欖球賽

此場館是澳洲國家欖球聯賽總決賽的指定比賽場地，而「澳洲－新西蘭欖球挑戰賽」亦於指定球季於此場館進行。
Bulldogs、South Sydney Rabbitohs、Wests Tigers等多支欖球隊以此場館為主場。由於St George Illawarra Dragons的主場OKI銀禧球場進行重建，該隊於2008年的全國欖聯球季亦以此場館作為主場。澳大利亞體育場亦是一年一度澳洲全國欖球聯盟起源洲賽（新南威爾士州對昆士蘭州）的主辦場地之一，場館將於單數年份舉辦一場起源洲賽，雙數年份將會舉辦兩場，作為全國欖球聯賽進軍維多利亞州的賽事之一。
在澳洲足球聯賽，悉尼天鵝隊除了固定在悉尼木球場之外，每季都有幾場賽事在此場地舉行。此外，每年至少有兩場欖球聯盟的測試賽在此場地舉行，通常是「Bledisloe Cup」或巡迴賽。不久將來，New South Wales Waratahs將在本場館作為部分賽事的主場，而NSW Blues亦有部分福特杯賽事在本場館舉行。
2002年的澳洲格蘭披治速道賽（電單車項目）亦於此場地舉行。

## 入場人數及相關記錄

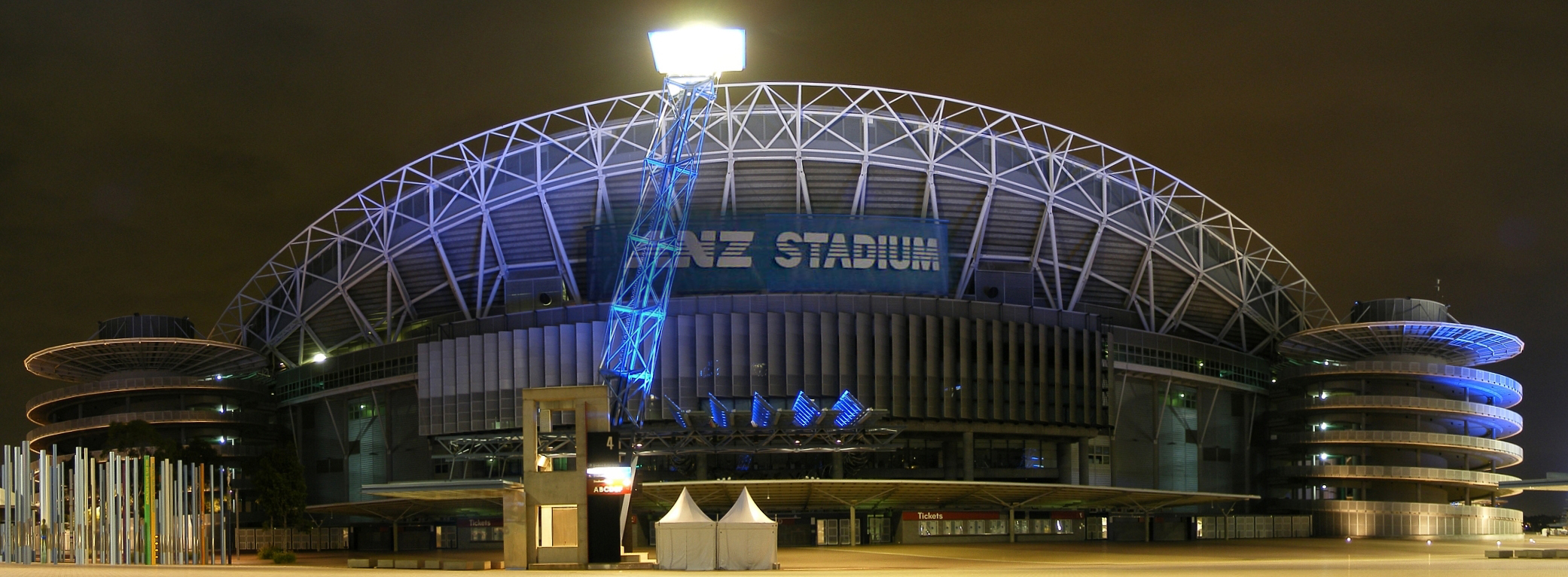
澳大利亞體育場夜景

|                         | 改建前                                                            | 改建後                                          | 改建後                                                       |
| 橢圓形態 Oval shape     | 改建前                                                            | 距角形態 Rectangular shape                      |                                                              |
| ----------------------- | ----------------------------------------------------------------- | ----------------------------------------------- | ------------------------------------------------------------ |
| 入場人數                | 110,000                                                           | 81,500                                          | 83,500                                                       |
| 綜合                    | 114,714 閉幕儀式 (2000年夏季奧林匹克運動會) 2000年10月1日         | 75,980 泰勒絲 1989世界巡迴演唱會                | 83,418 澳洲 v 新西蘭 (2004年七人欖球聯盟三國賽) 2004年8月7日 |
| 足球 （國際賽事）       | 104,098 西班牙 vs 喀麥隆 (2000年夏季奧林匹克運動會) 2000年9月30日 | -                                               | 82,698 澳洲 v 烏拉圭 2006年11月16日                          |
| 足球 （球會賽事）       |                                                                   | -                                               | 80,295 悉尼FC v 洛杉磯銀河 2007年11月27日                    |
| 田徑                    | 112,524 2000年夏季奧林匹克運動會 2000年9月23日                    | -                                               | -                                                            |
| 澳洲制足球 （所有賽事） |                                                                   | 72,393 悉尼 v Collingwood 2003年8月3日          | -                                                            |
| 澳洲制足球 （決賽）     |                                                                   | 71,019 悉尼 v Brisbane 2003年9月20日            | -                                                            |
| 板球                    | -                                                                 | 26,190 新南威爾士 v 昆士蘭 福特盃 2004年1月17日 | -                                                            |
| 欖球聯賽 （所有賽事）   | 107,999 St. George Illawarra v 墨爾本 1999年9月26日               | -                                               | 82,487 新南威爾士 v 昆士蘭 2004年7月7日                      |
| 欖球聯賽 （決賽）       | 107,999 St George Illawarra v 墨爾本 1999年9月26日                | -                                               | 82,453 Wests Tigers v 北昆士蘭 2005年10月2日                 |
| 七人欖球                | 109,874 澳洲 v 新西蘭 2000年7月15日                               | -                                               | 83,418 澳洲 v 新西蘭 (2004年七人欖球聯盟三國賽) 2004年8月7日 |
| 演唱會                  | -                                                                 | 75,980 泰勒絲 1989世界巡迴演唱會                | 98,364 愛黛兒 2017演唱會                                     |

## 外部連結
- 官方網站 （页面存档备份，存于）

33°50′49.64″S 151°3′48.30″E / 33.8471222°S 151.0634167°E
| 前任： 哈利法国际体育场 多哈 | 亚洲杯足球赛 决赛场地 2015年       | 繼任： 扎耶德体育城体育场 阿布扎比 |
| 前任： 卢米埃尔球场 里昂     | 国际足联女子世界杯 決賽場館 2023年 | 繼任： 馬拉簡拿運動場 里約熱內盧   |